# Boninena hiraseana
Boninena hiraseana é uma espécie de gastrópode  da família Bulimulidae.
É endémica de Japão.